# Zaunhofstraße
De Zaunhofstraße (L344) is een 1,64 kilometer lange Landesstraße (lokale weg) in het district Imst in de Oostenrijkse deelstaat Tirol. De weg begint bij de Pitztalstraße (L16) en ontspringt nabij de Pitze. Vandaar loopt de weg in noordelijke richting, parallel aan de Pitztalstraße omhoog naar het dorpje Zaunhof (1291 m.ü.A.) in de gemeente Sankt Leonhard im Pitztal. Het beheer van de straat valt onder de Straßenmeisterei Imst.